# Morinda retusa
Morinda retusa är en måreväxtart som beskrevs av Jean Louis Marie Poiret. Morinda retusa ingår i släktet Morinda och familjen måreväxter. Inga underarter finns listade i Catalogue of Life.